# 戈莫
戈莫（Gomoh），是印度贾坎德邦Dhanbad县的一个城镇。总人口28576（2001年）。

## 人口
该地2001年总人口28576人，其中男性15400人，女性13176人；0—6岁人口4193人，其中男2172人，女2021人；识字率70.08%，其中男性为78.49%，女性为60.25%。